# Юхансен, Вигго
Вигго Юхансен (дат. Viggo Johansen; 3 января 1851, Копенгаген — 18 декабря 1935, Копенгаген) — датский художник, один из известнейших представителей художественной группы Скагенские художники; профессор живописи, директор датской Академии художеств в Копенгагене.

## Жизнь и творчество
Ещё в юношеском возрасте проявил талант рисовальщика, отмеченный художником Вильгельмом Марстрандом. В 1868—1875 изучал живопись в Датской королевской художественной академии, однако не был допущен к выпускному экзамену. Первые известные «зрелые» полотна были написаны им на морском курорте Хорнбек между 1872 и 1876 годами (Et Maaltid и Nabokonens Besøg). В 1875 году, поддержанный своими товарищами-студентами Карлом Мадсеном и Микаэлем Анкером, вошёл в круг Скагенских художников.
Был также одарённым музыкантом. Как замечали новые друзья в Скагене, его интересовали больше исполненные на гостиничном фортепиано произведения Моцарта и органные фуги Глюка в местной церкви, нежели живопись. В 1880 году женился на двоюродной сестре скагенской художницы Анны Анкер, Марте Мёллер, часто впоследствии позировавшей художнику (например, для картин Кухонный интерьер (Køkkeninteriør, 1884) и Купание детей (Børnene vaskes, 1888).
В 1885 выставлял свои полотна в Париже. Здесь он попал под творческое влияние живописи Клода Моне, что заметно по колориту картины В. Юхансена Больной Кристиан Биндсли (Christian Bindslev er syg, 1890). Он также был впечатлён произведениями другого скагенского мастера, Кристиана Крога.
После возвращения из Парижа рисовал в более светлых тонах. Охотно прибегал к световым эффектам в своих картинах, написанных в более тёмном цвете, например, в замечательной работе Светлое Рождество (Glade jul, 1891). Тематически ему были близки сценки из семейной жизни и пейзажи Скагена, Тисвильде и рыбацкого порта в Драгере, а также натюрморты и портреты. В 1888—1906 преподавал в женской Академической художественной школе в Копенгагене. В 1920 году ему присвоено звание профессора, и впоследствии он стал одним из директоров этой Академии.

## Награды
- Медаль Торвальдсена (1886)
- Золотая медаль Всемирной выставки (Париж, 1889) — за картину Купание детей (Børnene vaskes)

## Галерея

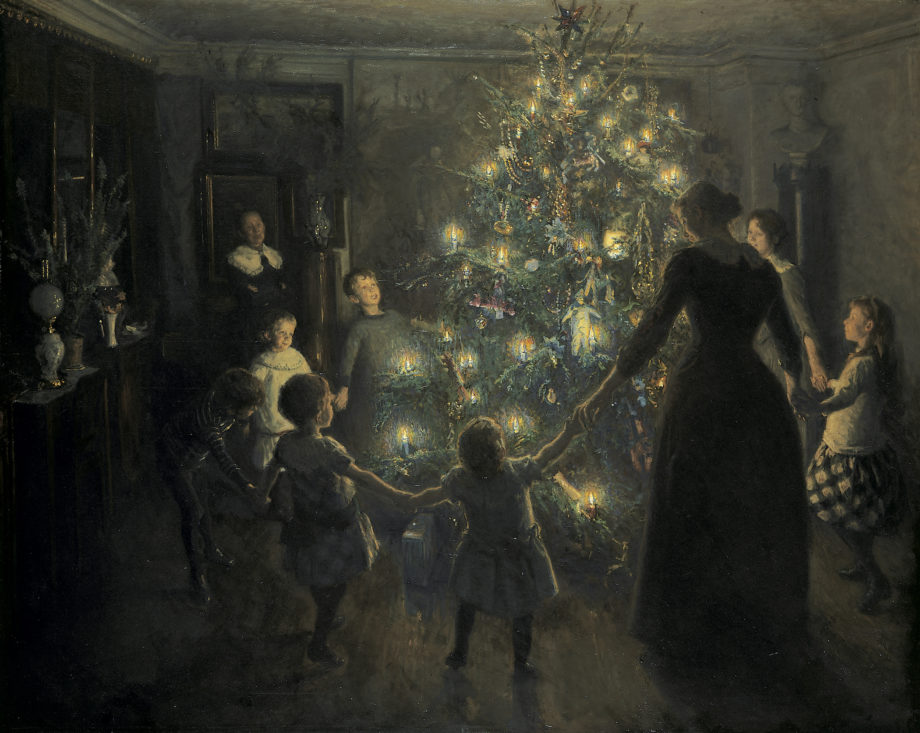
Светлое Рождество (1891)
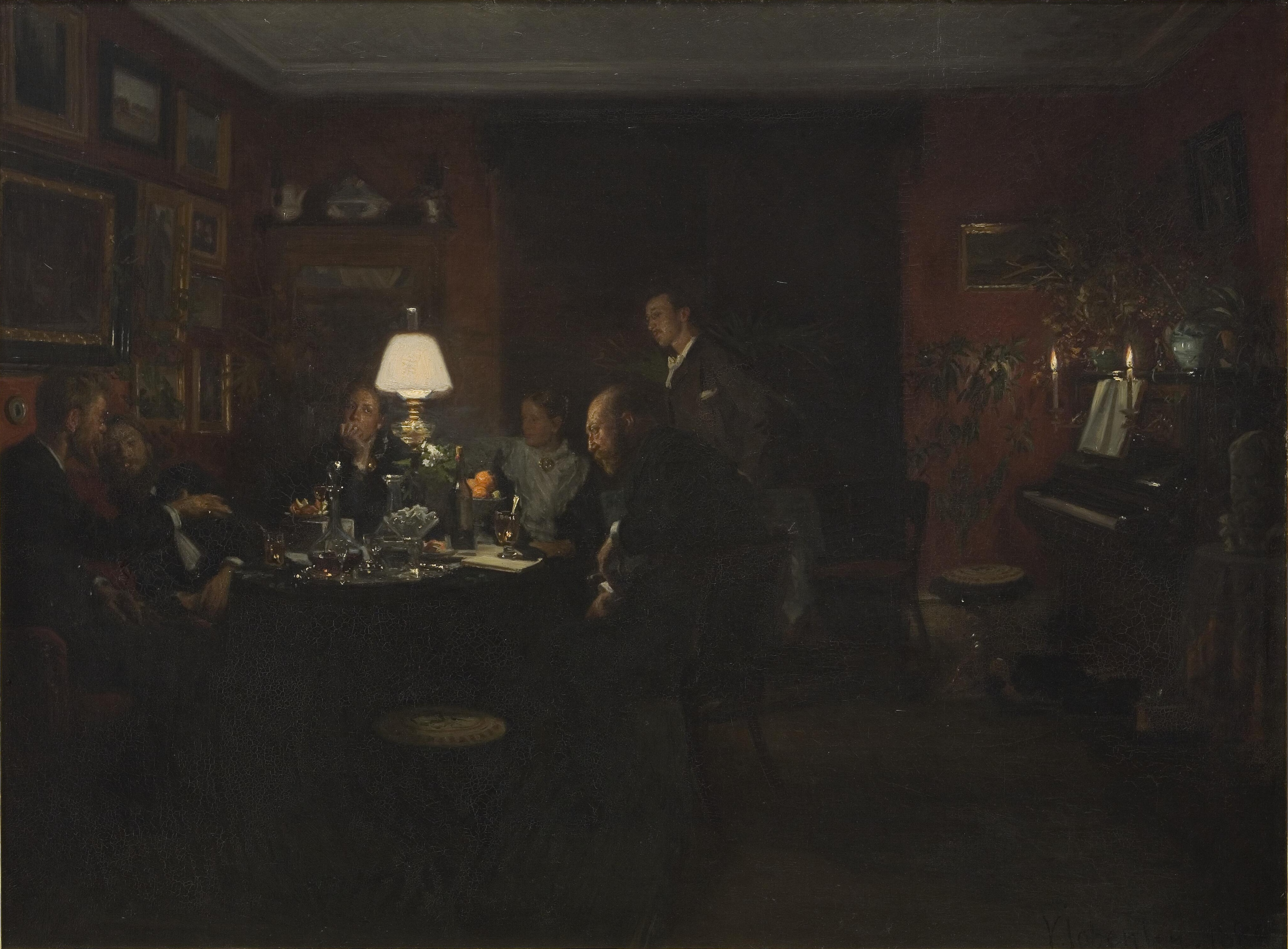
Вечерний разговор (1886)
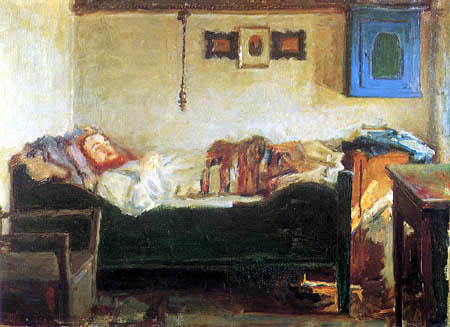
Больной Кристиан Биндсли (1889)
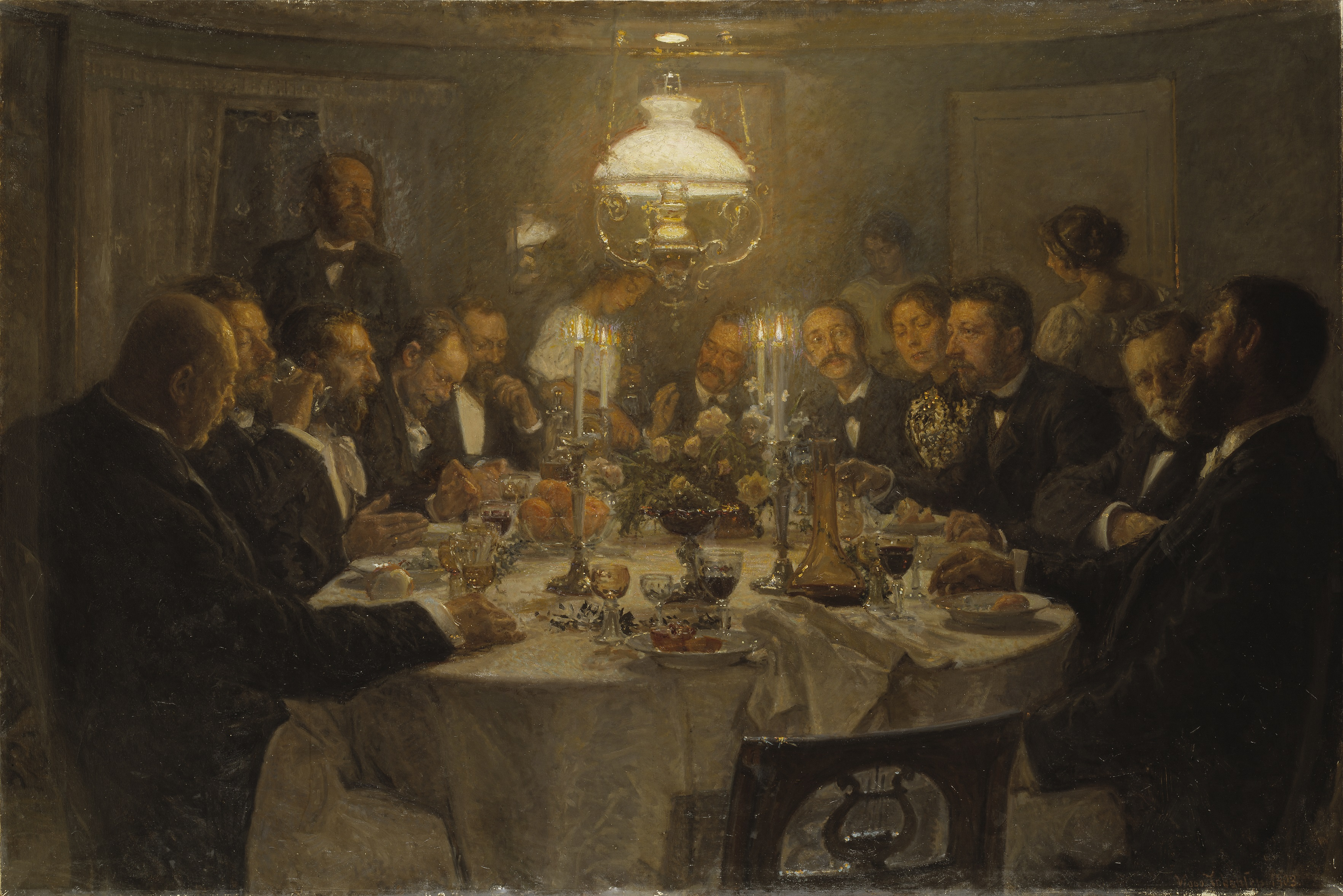
На собрании художников (1903)
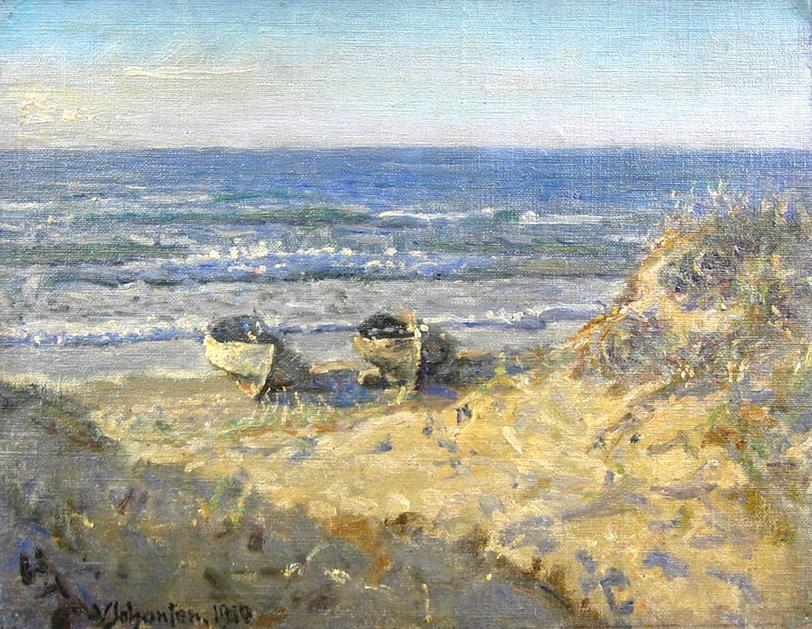
Лодки на скагенском берегу (1910)
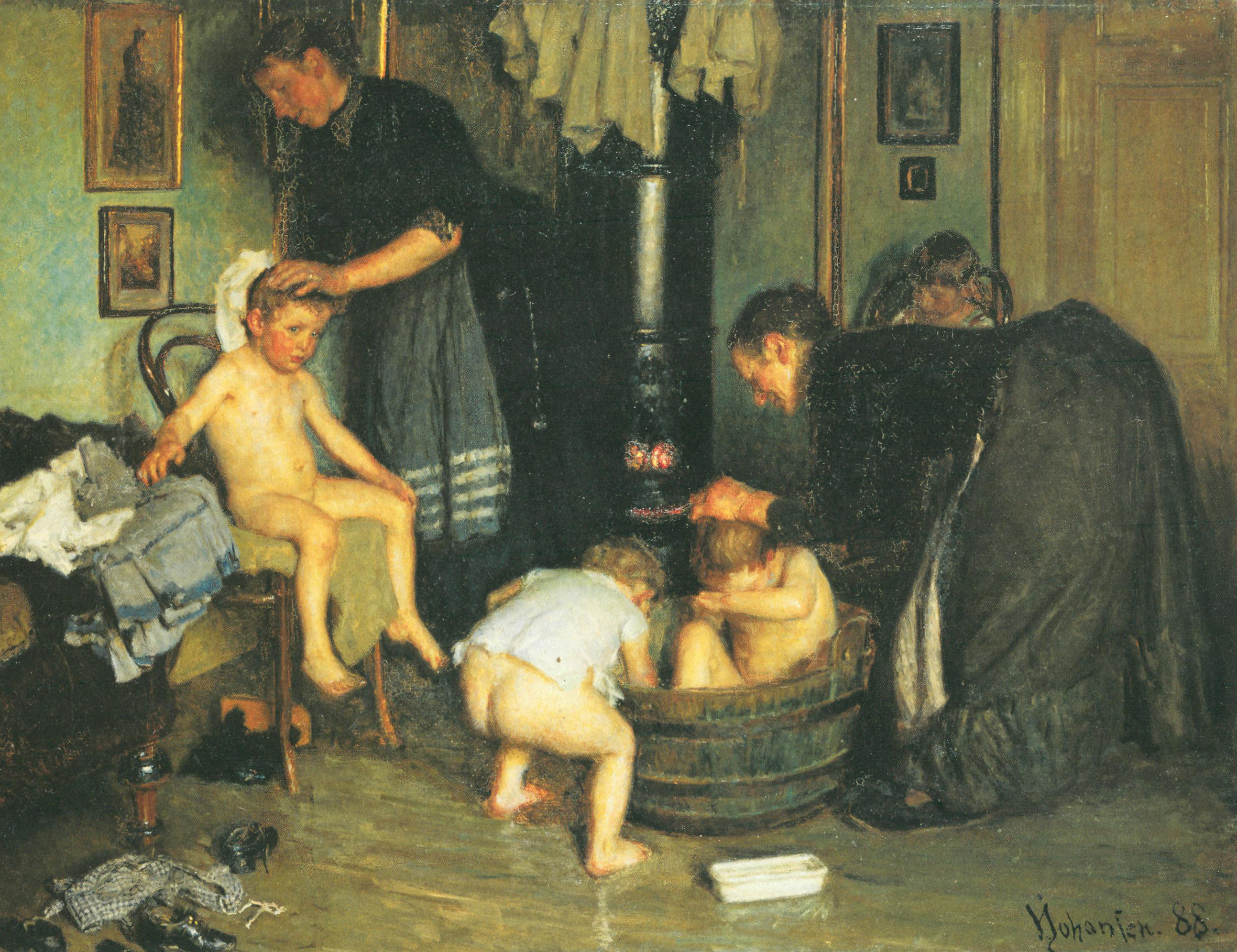
Купание детей (1888)
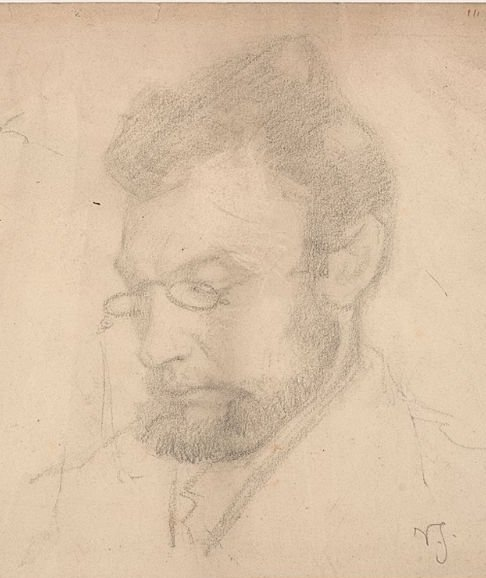
Портрет художника Карла Мадсена (1879)